# Континентална колизија
Континентална колизија је феномен тектонике плоча на Земљи, који се дешава на конвергентним границама плоча. Континентална колизија је, заправо, једна варијација фундаменталног процеса субдукције, при чему је субдукциона зона уништена, океанска кора је у потпуности конзумирана, издижу се планине и спајају две континенталне плоче. Континентална колизија је интересантан пример понашања два различита типа Земљине коре, континенталне и океанске, у току процеса субдукције.
Процес континенталне колизије није тренутан, он се догађа током неколико десетина милиона година и изазива интензивно раседање и убирање. Колизија Индије и Азије се дешава последњих 50 милиона година, и не показује знаке да ће ускоро престати. Колизија између источне и западне Гондване, којом је формиран Источноафрички ороген, дешавала се око 100 милиона година, док се колизија Гондване и Лауразије, којом је формирана Пангеа, десила у веома кратком временском интервалу, за око 50 милиона година.

## Субдукциона зона: место колизије
Процес континенталне колизије почиње када се два континента, који су одвојени океаном (океанском кором), почну кретати један ка другом, док се океанска кора полако конзумира у субдукционој зони. Субдукциона зона се простире дуж границе једног од континената и подвлачи се испод њега, при чему, на одређеној удаљености од саме субдукционе зоне, настаје вулкански планински ланац, као што су Анди у Јужној Америци. У зони субдукције активна је читава литосфера, чија је густина умногоме контролисана природом коре која лежи на њој. Океанска кора је танка (око 6 километара) и густа (око 3.3 g/cm³), и састоји се од базалта, габра и перидотита. Стога је лако закључити да се највећи део океанске коре лако субдукује у зони океанског рова. За разлику од ње, континентална кора је релативно дебела (око 45 километара) и састављена је углавном од гранитоидних стена (просечне густине око 2.5 g/cm³). Због тога се континентална кора субдукује много теже, али се субдукција свакако дешава до дубине од 90-150 километара, ако је судећи по метаморфитима ултра-високог притиска. Нормална субдукција дешава се све док постоји океан, али се прекида када у зону дубокоморског рова доспе континентална кора. Због тога што носи дебелу континенталну кору, ова литосфера је мање густине него астеносфера која се налази испод ње, па се нормална субдукција прекида. Вулкани у вулканском луку на несубдукујућој плочи се полако гасе. У супротности субдукцији, кора се издиже, формирајући планине на месту где је био дубокоморски ров. Позиција трога постаје место које маркира сутурну зону између две континенталне плоче. Сутурна зона је обично маркирана и фрагментима некадашње океанске коре и стена из мантла, познатим као офиолити.

## Дубока субдукција океанске коре
Континентална кора на субдукујућој плочи се субдукује као део субдукујуће плоче током колизије. Није познато која количина субдуковане континенталне коре се враћа на површину као метаморфит ултра-високог притиска, који садржи метаморфне цоисите и/или дијаманте, са нестандардним гранатима богатим силицијумом, или пироксенима богатим калијумом. Присутност ових минерала говори да је континентална кора субдукована до најмање дубине од 90-140 километара. Велики део ових метаморфних стена ултра-високог притиска састоје се од поново навучених делова коре. Чињеница да се ови делови коре састоје од танких делова навлака, говори о томе да је много дебља и волуметријски доминантна континентална кора субдукована много дубље.

## Орогенеза и колапс орогена
Орогенеза је процес стварања планина у колизионој зони. Постоје и други начини формирања планина и другачије орогенезе, али је континентална колизија свакако најзначајнији процес. Док се планине издижу, повећавају се количине атмосферских падавина, па самим тим и ерозија. С обзиром на динамику свих геоморфолошких процеса, они су условљени тектонском активношћу, па ће и бити интензивнији у периоду интензивирања тектонских процеса. Због тога се у овим подручјима убрзава ерозија, што доводи до формирања велике количине седимената који се рекама транспортују до околних седиментних басена. Стене које потичу из коре су навучене преко седимената, а планински појас се шири у исто време са његовим издизањем. Такође се формира и корен на дну коре, што је у складу са изостазијом - планине могу да расту, ако леже на дебљој кори. Задебљање коре може се десити и као резултат скраћења коре, али и када се једна кора навуче преко друге. Задебљање је праћено загревањем, па кора постаје слабија са задебљањем. Кора која лежи испод почиње да се понаша пластично и колабира услед нарастајуће планинске масе, формирајући рифтове близу гребена планинског масива. Доња кора може се парцијално стапати, формирајући анатетичне граните, који се затим издижу до горњих јединица и стварају гранитне интрузије.
Брзина формирања планина у току колизије мери се радиометријским датирањем магматских стена или јединицама које су метаморфисане током колизије. Брзина некадашње конвергенције може се утврдити палеомагнетским мерењима, док се тренутна брзина конвергенције мери ГПС-ом.